# Сонет 51
Сонет 51 (англ. Sonnet 51) — один из 154 сонетов, написанных Уильямом Шекспиром и впервые опубликованных в 1609 году. Дата написания неизвестна, существуют разные гипотезы на этот счёт. По результатам компьютерного анализа, создание первых 60 сонетов датируют началом 1590-х годов, а к началу 1600-х относят их редактирование, но не все исследователи с этим согласны. Возможно, Шекспир редактировал все сонеты до момента их публикации.
Предположительно, первое издание не было авторизованным. Тем не менее начиная с 1711 года сонеты публикуются в той же последовательности, и учёные на основе изначальной нумерации раскрывают историю любовного треугольника, которая служит подтекстом для всего цикла.
51-й сонет относится к числу стихотворений, посвящённых другу: в них Шекспир обращается к не названному по имени молодому мужчине. Личность последнего остаётся загадкой, но в большинстве гипотез фигурируют Генри Ризли, 3-й граф Саутгемптон, и Уильям Герберт, 3-й граф Пембрук. Этот сонет вместе с предыдущим, 50-м, может быть развёрнутой отсылкой к 49-му сонету из «Астрофила и Стеллы» Филипа Сидни, в котором пародируется практика обучения верховой езде. Автор здесь пишет о своём возвращении к другу верхом на коне. Отдельные строки из 51-го сонета причисляют к наиболее тёмным у Шекспира, им посвящена обширная литература. Например, исследователь Макдональд П. Джексон написал статью под названием «Сколько лошадей в 51-м сонете?».
Как почти все сонеты Шекспира (кроме 145-го), 51-й сонет написан пятистопным ямбом.